# Anell euclidià

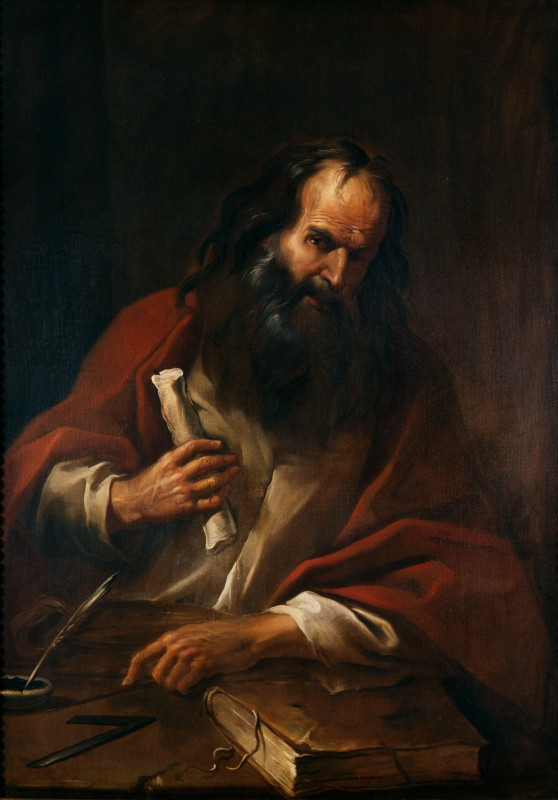
Euclides (Juste de Gand, vers 1474)

Un anell euclidià, en matemàtiques i més precisament en àlgebra, en la teoria dels anells, és un tipus particular d'anell commutatiu unitari íntegre. Un anell és anomenat euclidià si és possible definir-hi una divisió euclidiana.
Aquesta propietat és rica en conseqüències: un anell euclidià és sempre principal, verifica la identitat de Bézout, el lema d'Euclides, és factorial i satisfà les condicions del teorema fonamental de l'aritmètica. Així es troben tots els resultats de l'aritmètica elemental i més específicament de l'aritmètica modular, però en un marc més general.
L'anell euclidià més clàssic és el dels enters, però també hi ha el dels enters de Gauss o també un altre anell, que permet construir una aritmètica vinculada al nombre auri i que explica nombroses propietats d'aquest irracional. L'anell dels polinomis amb coeficients en els nombres reals o complexos, i més en general en qualsevol cos commutatiu és també euclidià, donant així a llum a una aritmètica dels polinomis.

## Història

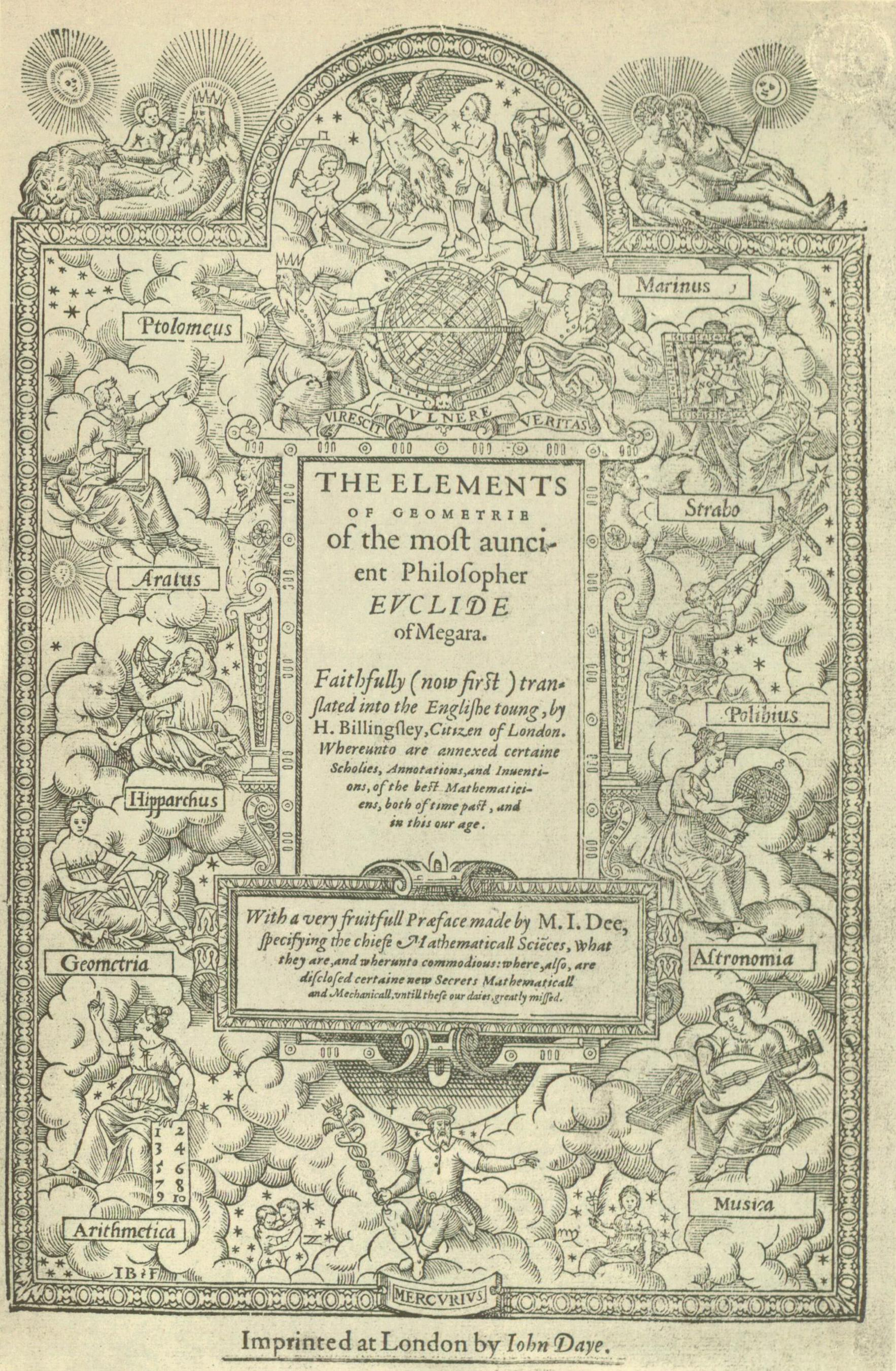
Coberta de la primera edició anglesa dels Elements per Henry Billingsley, 1570

### Origen
La primera referència que va influir en el món matemàtic sobre la qüestió de la divisió euclidiana és al llibre VII, dels Elements d'Euclides datat aproximadament 300 anys A.C. S'hi troba la primera definició teòrica de la divisió i l'estudi de les seves conseqüències. Aquesta branca de les matemàtiques pren el nom d'aritmètica. Tracta essencialment de les qüestions relatives als nombres enters.
Certs matemàtics com Diofant d'Alexandria (env. 200/214 - aproximadament 284/298), més tard, Pierre de Fermat (1601 - 1665) compren la riquesa d'aquesta branca de les matemàtiques. Estableix alguns resultats com el petit teorema de Fermat i formula conjectures com el teorema de la suma dels dos quadrats o el gran teorema de Fermat. Una eina teòrica important és l'anàlisi de les propietats del residu de la divisió euclidiana dels membres d'una igualtat d'enters. Al Segle XVIII, certes conjectura es demostren. Es pot citar Leonhard Euler (1707 - 1783) amb el teorema dels dos quadrats o el cas n igual a tres del gran teorema de Fermat, gairebé tractat en 1753. Apareixen altres conjectures com la de la llei de reciprocitat quadràtica. Aquests resultats són en essència demostrats gràcies a l'enginy dels matemàtics, però l'aportació teòrica és feble, en conseqüència els resultats són poc generalitzables.

### Emergència del concepte

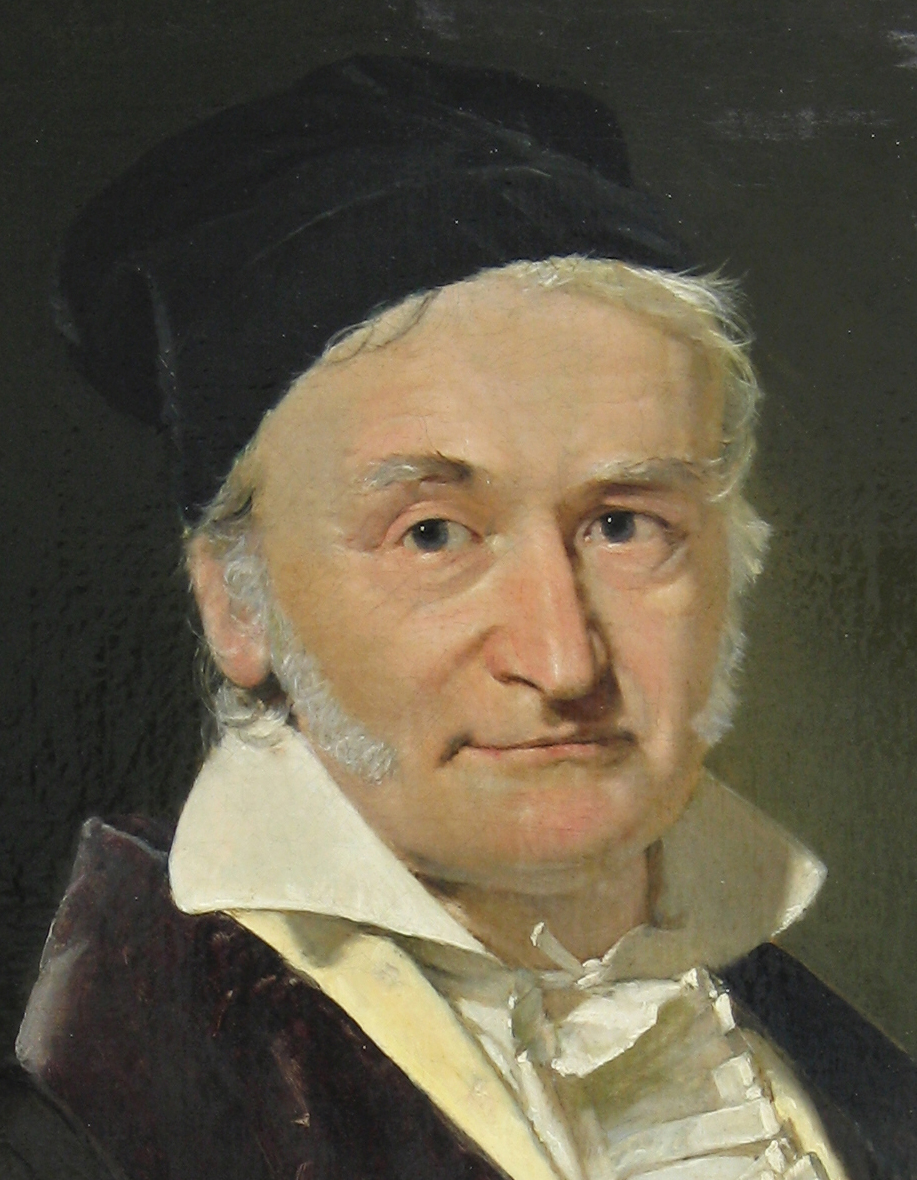
Carl Friedrich Gauss.

En 1801, Carl Friedrich Gauß (1777 - 1855) estudia el primer anell d'enters algebraics, el dels enters que porten ara el seu nom. Aquest anell posseeix l'equivalent d'una divisió euclidiana en Z . En conseqüència, la identitat de Bézout, el lema d'Euclides, i el teorema fonamental de l'aritmètica se li apliquen. Igualment, l'anell dels polinomis amb coeficients en un cos commutatiu, disposa també d'una divisió euclidiana. Gauss hi construeix una aritmètica anàloga a les precedents. Així, la divisió euclidiana ja no apareix com una especificitat dels nombres enters sinó com un algorisme que s'aplica a diversos conjunts proveïts d'una multiplicació i d'una addició.
Aquest enfocament es fa servir per a altres enters algebraics, per exemple per Ferdinand Eisenstein (1823 - 1852) que descobreix el conjunt dels nombres anomenats enters d'Eisenstein i que disposen d'una divisió euclidiana.
L'aportació d'una divisió euclidiana a una estructura és un pas fecund. Gauss se'n serveix per a una de les seves demostracions de la llei de reciprocitat quadràtica i es fan progressos tangibles cap a la resolució del gran teorema de Fermat. El cas n igual a tres es fa perfectament rigorós. Es demostren els casos n igual a cinc, després catorze, després set, amb l'aportació massiva d'altres idees. L'aplicació de la descomposició en factors primers als polinomis ciclotomics permet a Gauss trobar un nou polígon regular construïble amb el regle i el compàs, l'heptadecàgon o polígon regular a disset costats.
La idea és prou innovadora i fructuosa perquè el lema d'Euclides i el teorema fonamental de l'aritmètica de vegades siguin rebatejats lema de Gauss i teorema de Gauss . El llibre d'aritmètica de Gauss val ràpidament al seu autor, el sobrenom de príncep dels matemàtics.

### Formalització
Paradoxalment la formalització moderna prové de les limitacions de les aritmètiques precedents. Per un camí que fa servir la noció d'anell d'enters Gabriel Lamé (1795 - 1870) pensa que ha demostrat el gran teorema de Fermat. Ernst Kummer (1810 - 1893) mostra per un exemple en 1844 que un anell d'enters no disposa, en general, d'una descomposició única en factors primers. Aquest resultat invalida la prova de Lamé. Kummer descobreix en 1846 un nou concepte que bateja nombre complex ideal per retrobar sota una nova forma la necessària unicitat.
Aquests treballs obren la via a la formalització de l'estructura d'anell. Es pot citar Richard Dedekind (1831 1916) i David Hilbert (1862 1943) entre els principals contribuents. Un anell euclidià esdevé un cas particular simple d'una vasta teoria, la teoria dels anells. En aquest context, l'anell euclidià és un cas específic d'anell commutatiu unitari i integre. Entra en la subfamília dels anells factorials i més precisament dels anells principals, un cas particular d'anell factorial. Els anells d'enters estudiats per Kummer entren en una família diferent, la dels anells de Dedekind.

## Exemples

### Enters

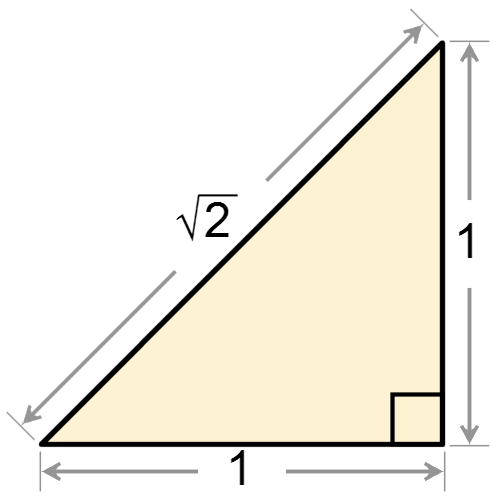
Il·lustració de la irracionalitat de √2.

Els enters formen el prototip de l'anell euclidià. Aquest conjunt verifica la propietat següent: 
Hom hi reconeix la forma de la divisió euclidiana en el conjunt dels naturals N per a la qual |n| = n. Es pot observar tanmateix que, d'una banda N no és un anell, d'altra banda aquí no cal la unicitat de q i r.
Això s'explica pel fet que, per poder perllongar a Z (conjunt dels enters) la definició de la divisió en N, cal, o bé fixar una condició suplementària sobre b (b > 0) restringint així el camp de validesa de la divisió euclidiana, o acceptar prendre b negatiu i prendre per definició a = bq + r amb |r| < |b|. Però llavors es poden trobar dues descomposicions possibles: 
19 = (- 5) × (- 3) + 4 amb |4| < |-5| però també 19 =(- 5) × (- 4) + (-1) amb |-1| < |-5| 
Aquesta divisió permet construir una aritmètica que verifica les propietats següents: 
- Els ideals dels enters són els conjunts de múltiples (de la forma n.Z). L'anell s'anomena principal.
- La identitat de Bézout es verifica.
- El lema d'Euclides es verifica.
- El teorema fonamental de l'aritmètica s'aplica.

En conseqüència, és possible definir: la família dels nombres primers, el mínim comú múltiple així com el màxim comú divisor. L'anell quocient Z/nZ està ben definit, és l'estructura base de l'aritmètica modular.
La primera aplicació coneguda és probablement la demostració de la irracionalitat de l'arrel quadrada de dos. El petit teorema de Fermat es demostra ràpidament una vegada establert el fet que si n és primer Z/nZ disposa d'una estructura de cos. Fermat fa servir àmpliament aquesta aritmètica, per exemple per demostrar l'absència de solució per al seu gran teorema si n és igual a quatre. Euler dona una àmplia quantitat d'exemples d'utilització de l'aritmètica en Z , com l'estudi de l'equació de Pell-Fermat.
Aquests resultats són les propietats que han motivat la creació de la noció abstracte d'anell euclidià. En efecte, totes aquestes propietats no són més que les conseqüències d'una sola, la divisió euclidiana.

### Polinomisamb coeficients en uncoscommutatiu

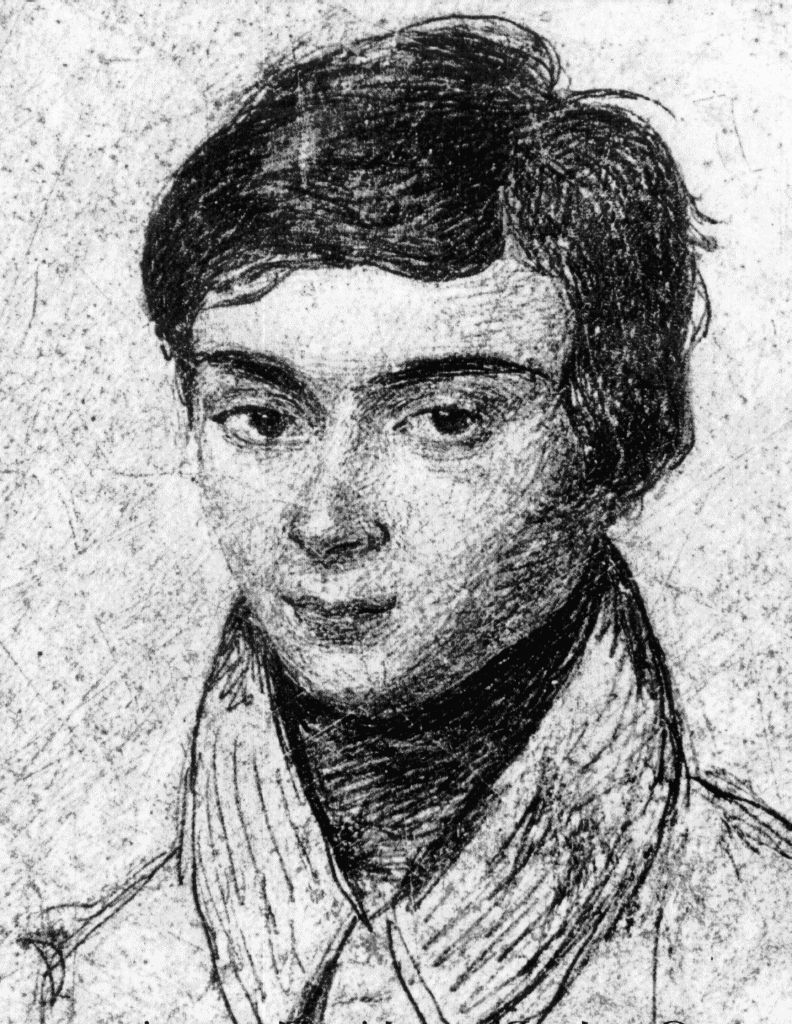
Évariste Galois iniciador de la teoria que porta el seu nom.

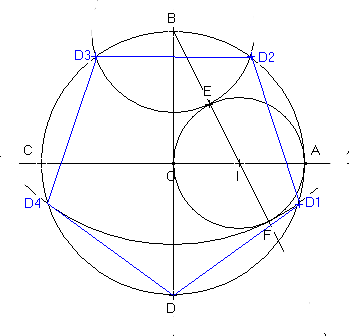
Construcció d'un pentàgon.

Si un cos K és commutatiu, llavors l'anell dels polinomis K[X] és euclidià. La divisió pren la forma següent: 
Si bé la forma és globalment anàloga a la dels enters, fixeu-vos no obstant això que una relació d'ordre sobre el conjunt K[X ] no és necessària. N'hi ha prou amb una aplicació, anàloga a aquella que, a un polinomi li associa el seu grau, i el conjunt d'arribada de la qual és ordenat, tal aplicació s'anomena norma euclidiana.
L'aritmètica es fonamenta en les mateixes conseqüències, l'anell és principal, la identitat de Bézout es verifica, el lema d'Euclides i el teorema fonamental de l'aritmètica s'apliquen. Els equivalents dels nombres primers són els polinomis irreductibles, és a dir els que no tenen per a divisors més que a ells mateixos o la unitat tret d'una constant multiplicativa. La descomposició en polinomis irreductibles és la factorització més completa possible.
L'equivalent de l'aritmètica modular es' focalitza sobre els anells quocients ideals primers (és a dir els ideals engendrats per polinomis irreductibles). Com anteriorment aquests ideals posseeixen una estructura de cos. Els quocients s'anomenen cos de ruptura, ja que se són el cos més petit que conté una arrel del polinomi. Aquest enfocament, que permet definir una extensió finita del cos K defineix l'eina de base de la teoria de Galois.
Un exemple d'aplicació és seguint: els polinomis ciclotòmics corresponen a la descomposició en factors irreductibles del polinomi de les arrels de la unitat Xn - 1. L'anàlisi d'aquests polinomis permet determinar tots els polígons construïbles amb el regle i el compàs.

### Enters de Gauss

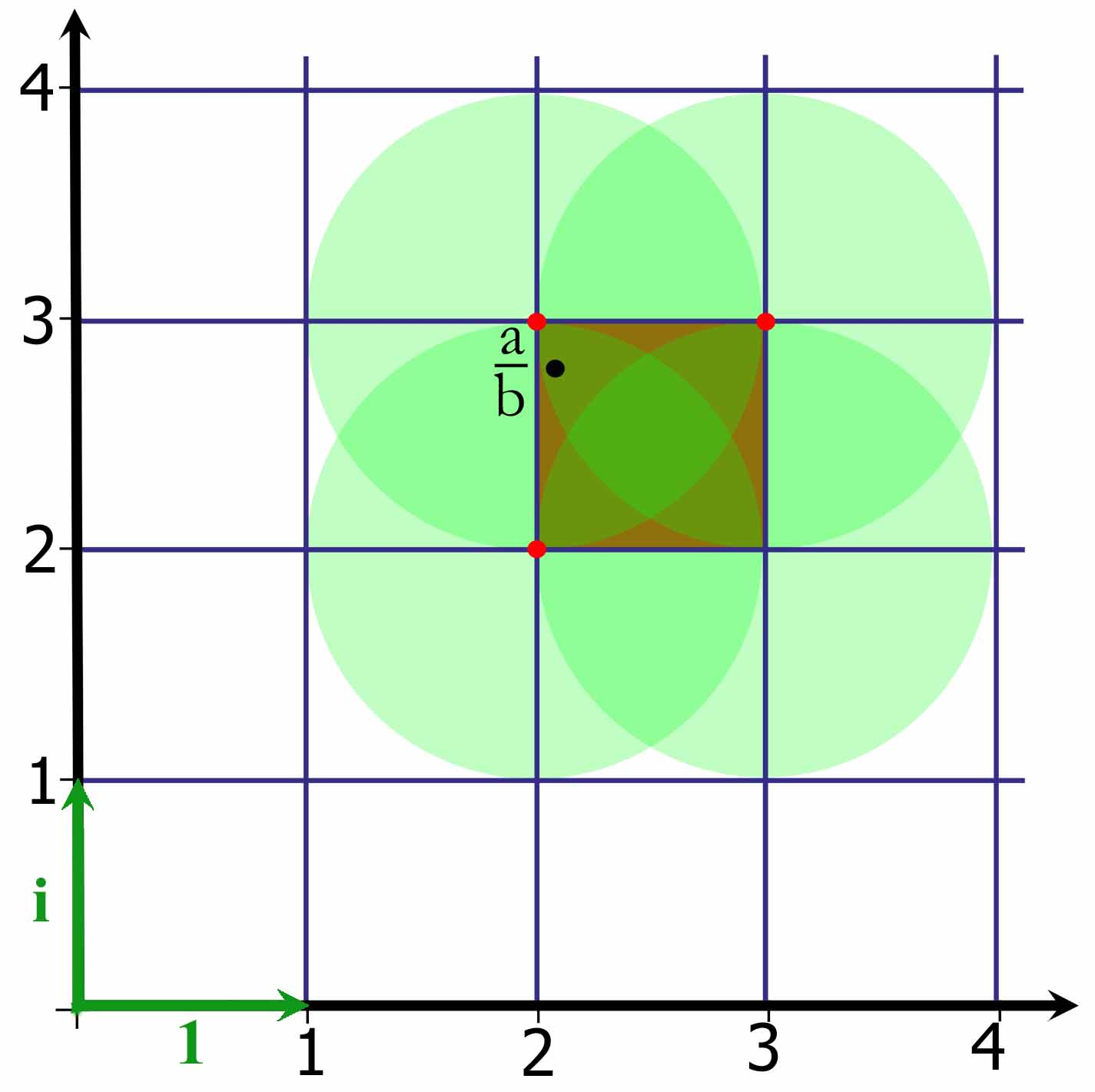
Divisió als enters de Gauss

Els enters de Gauss notats ℤ[i] corresponen als nombres de la forma u + i. v on u i v són enters. Formen un anell euclidià, la definició es dona per la proposició següent, si N(x) designa la norma algebraica és a dir el quadrat del mòdul de x: 
L'aplicació que en un enter li associa la seva norma algebraica és una aplicació dels enters de Gauss en un conjunt ordenat, és a dir el dels naturals. Aquesta norma correspon gràficament al quadrat de la distància entre l'origen i l'enter de Gauss.
Dir que la divisió euclidiana existeix significa que existeix un enter de Gauss a una distància inferior a 1 del nombre complex a/b. La figura adjunta il·lustra amb un fons vermell el quadrat amb vèrtex els enters de Gauss i que conté a/b . La figura mostra que existeix sempre almenys un enter a una distància inferior a 1 de a/b . En el cas il·lustrat, n'hi ha tres que verifiquen aquesta propietat. La unicitat de la solució no és una condició necessària per a l'existència d'una divisió euclidiana.
Una vegada més, la divisió euclidiana aporta una aritmètica anàloga als dos casos precedents.
Les aplicacions són nombroses. Dedekind va trobar, per exemple, una prova elegant del teorema de la suma dels dos quadrats a partir d'aquest conjunt. Certes equacions diofantines quadràtiques es resolen bé en aquest conjunt. Gauss va fer servir aquesta aritmètica per demostrar la llei de reciprocitat quadràtica.
Per regla general, un conjunt d'aquesta naturalesa, anomenat anell d'enters quadràtics, no té divisió euclidiana. Així, ℤ[i√3] no és euclidià.

### Altres anells euclidians
- Existeixen altres anells enters quadràtics euclidians. Els que no estan inclosos en R són tots coneguts. Els altres, com per exemple el dels enters de Q(√5), s'anomenen totalment reals. (Aplicades a cossos quadràtics, les nocions de real i totalment real són equivalents.) Es conjectura que existeix una infinitat d'anells quadràtics totalment reals euclidians.
- Si K és un cos commutatiu, K[[X]] l'anell de les seves sèries formals és euclidià per a l'avaluació: v(P) = grau més petit de X en P.
- Si A és un anell euclidià i si S és una part de A estable per la multiplicació. La localització de A respecte a S és també un anell euclidià.

## Definicions
Existeixen certs punts comuns entre els exemples: l'anell és sempre commutatiu unitari, integre i, en cada cas, es fa servir una funció amb valors en N (valor absolut, grau o norma) per definir la divisió euclidiana. Aquestes funcions són casos particulars de norma euclidiana. De manera general, si A designa un anell commutatiu unitari i integre, es formula la definició següent.
- Una norma euclidiana sobre A és una aplicació v A - {0} en el conjunt N dels naturals que verifica les dues propietats:[11]

{\displaystyle (1)\quad \forall (a,b)\in \mathbb {A} \times \mathbb {A} -\{0\}\;,\;\exists q,r\in A\quad /\quad a=b.q+r\quad {\text{amb}}\quad r=0\;\,{\text{on}}\;v(r)<v(b)}
{\displaystyle (2)\quad \forall a,b\in \mathbb {A} -\{0\}\quad (\exists c\in \mathbb {A} \;{\text{tal que }}bc=a)\Rightarrow v(b)\leq v(a)}
La condició (2) significa dir que si A-{0} està proveït de la relació de preordre «dividida» i N de la relació d'ordre usual, l'aplicació v és creixent.
- El terme de prenorma euclidiana designa una aplicació de A - {0} en N que compleix la propietat (1).
- Un anell commutatiu unitari i integre s'anomena euclidià si i només si existeix una norma euclidiana sobre aquest anell. Es parla llavors de divisió euclidiana en aquest anell respecte a la norma.

Observacions: 1 Certs autors fan servir el terme de norma euclidiana per designar el que aquí s'anomena una prenorma. La diferència no és gran, ja que si existeix una prenorma sobre A, existeix també una norma.
2) com mostren els exemples donats en els casos particulars de la introducció, els elements q i r de la relació (1) no són per força únics.

## Propietats

### Propietats dels anells euclidians
En lo successiu de l'article, A és un anell commutatiu unitari i íntegre.
- Un anell euclidià és principal.

Més precisament, si v és una prenorma sobre l'anell euclidià A, si J és un ideal no nul d'A, J admet per generador tot element de J - {0} tal que el valor per la prenorma v és mínim.
En canvi, un anell principal no és sempre euclidià, a l'article anell principal es presenta un contra-exemple.
Un anell euclidià posseeix totes les propietats de divisibilitat dels anells principals: és factorial, el lema d'Euclides, el teorema fonamental de l'aritmètica i la identitat de Bézout es verifiquen i les operacions sobre el màxim comú divisor i el mínim comú múltiple s'apliquen.
Si es disposa d'un algorisme efectiu de divisió euclidiana, com per exemple en Z o en els polinomis amb coeficients en un cos, es poden definir algorismes efectius que subministren explícitament objectes l'existència dels quals continua sent teòrica en un marc més general. Així l'algorisme d'Euclides es generalitza i permet trobar un generador de la suma de dos ideals (en altres paraules, permet trobar un màxim comú divisor de dos elements). Igualment, el teorema dels factors invariants permet trobar una base d'un A-mòdul de tipus finit.
Observació: Per provar que un anell euclidià és principal, només s'ha utilitzat l'existència d'una prenorma i no la d'una norma, el que explica que certs autors no s'interessin més que pels prenormes (que anomenen normes). Tanmateix, la prova del fet que un anell principal és factorial descansa (quant a l'existència de la descomposició en productes d'elements irreductibles) sobre l'axioma de l'elecció. En el cas d'un anell euclidià, l'existència d'una norma (i no només d'una prenorma) permet de provar sense recurs a l'axioma d'elecció que l'anell és factorial.

### Propietats de les normes
- Siguin a i b dos elements no nuls de A i v una norma; si v(a .b) = v(a ), llavors b és un element del grup de les unitats.

Sempre és possible de normalitzar una norma v per translació, és a dir d'escollir una norma w tal que la imatge per la norma d'una unitat sigui igual a un. Més precisament, n'hi ha prou amb definir w per w(x) = v(x) - v+ 1 per a tot element no nul x de A . En aquest cas:
- Un element no nul u de A és element del grup de les unitats de A si i només si, w(u) = 1. A més, 1 és el valor mínim que pren w en A - {0}.

Si s'estén la norma normalitzada w a l'anell A tot enter fent w(0) = 0, 0 és l'únic element x de A tal que w(x) = 0, el que permet donar al principi de divisió euclidiana aquesta forma una mica més elegant: 
Aquesta convenció no se segueix en tots els casos. La norma disposa de propietats que superen sovint les de la divisió euclidiana. En el primer exemple sobre Z, la norma disposa de propietats mètriques, en el segon exemple la funció grau verifica una propietat útil: el grau del producte de dos polinomis és igual a la suma dels graus dels polinomis. Per no perdre aquesta propietat, les unitats de l'anell tenen una norma (grau) que s'escull igual a zero i el polinomi nul té per imatge (grau) menys infinit.